# Corbetta (Etiopia)
Corbetta (in etiope: መኾኒ ሆስፒታል, K'orbeta) è una città dell'Etiopia del nord, nella regione di Tigrè, non lontana dal massiccio montuoso dell'Amba Aradam.

## Storia
La città di Corbetta, in Etiopia, venne fondata come accampamento militare per l'esercito italiano divenendo insediamento stabile dopo il 5 maggio 1936 quando le truppe italiane occuparono l'Abissinia spingendosi sino alla capitale Addis Abeba. Il nome prese ispirazione dalla città lombarda di Corbetta, luogo di provenienza dei primissimi coloni.
Dopo la cacciata degli italiani nel 1941 e la ripresa del potere da parte di Haile Selassie I, la regione del Tigrè conobbe moltissime ribellioni popolari, come del resto la maggior parte dello stato, prevalentemente per motivi politici. Quella della regione del Tigrè scoppiò nel 1943 per protesta contro la radicata corruzione dei delegati imperiali. La ribellione ebbe inizio da Enderta e Raya e si diffuse velocemente nei differenti distretti del Tigrè fino alla capitale provinciale di Macallè. Il governatore del Tigrè, il ras Seyum Mangasha, sospettato di collaborazionismo coi ribelli, venne richiamato ad Addis Abeba e sostituito con il fitawrari Kifle Dadi e il dejazmatch Fikre Selassie Ketema, coadiuvati dai generali Tedla Mekeonen e Isayas Gebre Selassie come supervisori alle azioni militari nella regione.
Fallito il tentativo di repressione del governo del negus, aiutato dall'esercito inglese, gli insorti riuscirono infine a prevalere sulle forze imperiali etiopi; questo primo successo rafforzò lo spirito della ribellione, forte anche delle armi sequestrate all'esercito regolare. I ribelli, nel settembre del 1943, vinsero una seconda volta l'esercito nelle località di Ara e Enderta, nel distretto di Dediba Dergiajen. Il Negus, incapace di domare i disordini, autorizzò gli inglesi ad attuare un bombardamento sull'area di Corbetta in collaborazione con le forze aeree etiopi. Qui infatti i rivoltosi tenevano testa con una delle loro principali piazzeforti, ma giocavano sul fatto che le ridotte dimensioni del villaggio avrebbero favorito la loro difesa. Tra il 7 ed il 9 ottobre del 1943, quindi, 16 bombe vennero sganciate sulla piccola comunità di Corbetta, provocando la morte di numerose persone, la maggior parte civili.
Il fatto compromise i vertici della ribellione che dovettero arrendersi al governo imperiale.